# 拉肯城堡

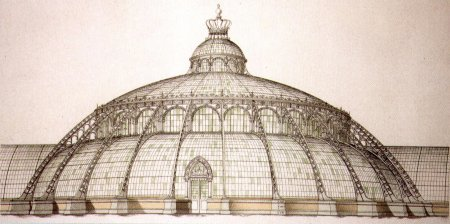
拉肯皇家温室中央圆顶

拉肯城堡（法語：Château de Laeken）是比利时国王及皇家家族的官邸，位於布鲁塞尔拉肯北郊。此城堡有別於布魯塞爾王宮。

## 历史

### 起源
這座宮殿於1782年至1784年間在比利時裔奧地利籍建築師路易·蒙图瓦耶的監督下和法國建築師暨城市規劃師夏尔·德瓦伊的計劃下，在布魯塞爾郊外的一個鄉村建成。它最初被命名為舍嫩贝格宮（法語：Château de Schonenberg），是奧屬尼德蘭總督暨奧地利公爵夫人瑪麗亞·克里斯蒂娜和她的丈夫薩克森王子阿尔贝特·卡西米尔的夏宮，法國櫥櫃製造商让-约瑟夫·沙皮伊為他們供應了皇家家具。
1803年7月21日，代勒省專員尼古拉-让·鲁普在拉肯城堡接待拿破崙一世。拿破崙於1804年8月與皇后约瑟芬·德·博阿尔内駐蹕此地，從他在布洛涅的軍隊被授予第一個榮譽軍團勳章到他沿著萊茵河前進，爾後在1815年百日戰爭期間，他稍早從宮中發布公告：
獻給比利時人和萊茵河左岸的居民：我的敵人短暫成功讓你們暫時脫離了我的帝國。在我流放的時候，在海中的一塊岩石上，我聽到了你們的抱怨；戰神決定了你們美麗省份的命運；拿破崙就在你們之中；你們不愧為法國人。從自身中躍起；加入我的無敵方陣，消滅其餘的野蠻人，他們是你和我的敵人：他們的心中充滿憤怒和絕望。
——拉肯皇宮，1815年6月17日（簽名）拿破崙。拉肯皇宮，1815年6月17日。由皇帝、陸軍少將貝特朗伯爵撰寫。

### 獨立後
比利時獨立後，時任布魯塞爾市市長的魯佩於1831年7月21日新王加冕之日，在拉肯城堡迎接了比利時的第1代國王利奧波德一世。宮殿在1890年被大火部分燒毀，由建築師阿方斯·巴拉重建和擴建。法國建築師夏尔·吉罗在1902年設計了目前的輪廓，增加了兩個新的紀念性翅翼，與主立面形成一個“U”字形。園區內尚包含拉肯的大型皇家溫室，這是一組巨大的圓頂形建築，每年僅對公眾開放幾天。該溫室是由巴拉特和另位年輕建築師维克多·奥塔合作下設計的。
自1831年利奧波德一世即位以來，拉肯城堡一直是皇室住所。然而，自在1993年即位後的阿爾貝二世國王和保拉王后更願意繼續住在麗城城堡，理由是他們更喜愛周圍的公園。拉肯城堡目前的居住者是菲利普國王、瑪蒂爾德王后和他們的四個孩子。

## 图集

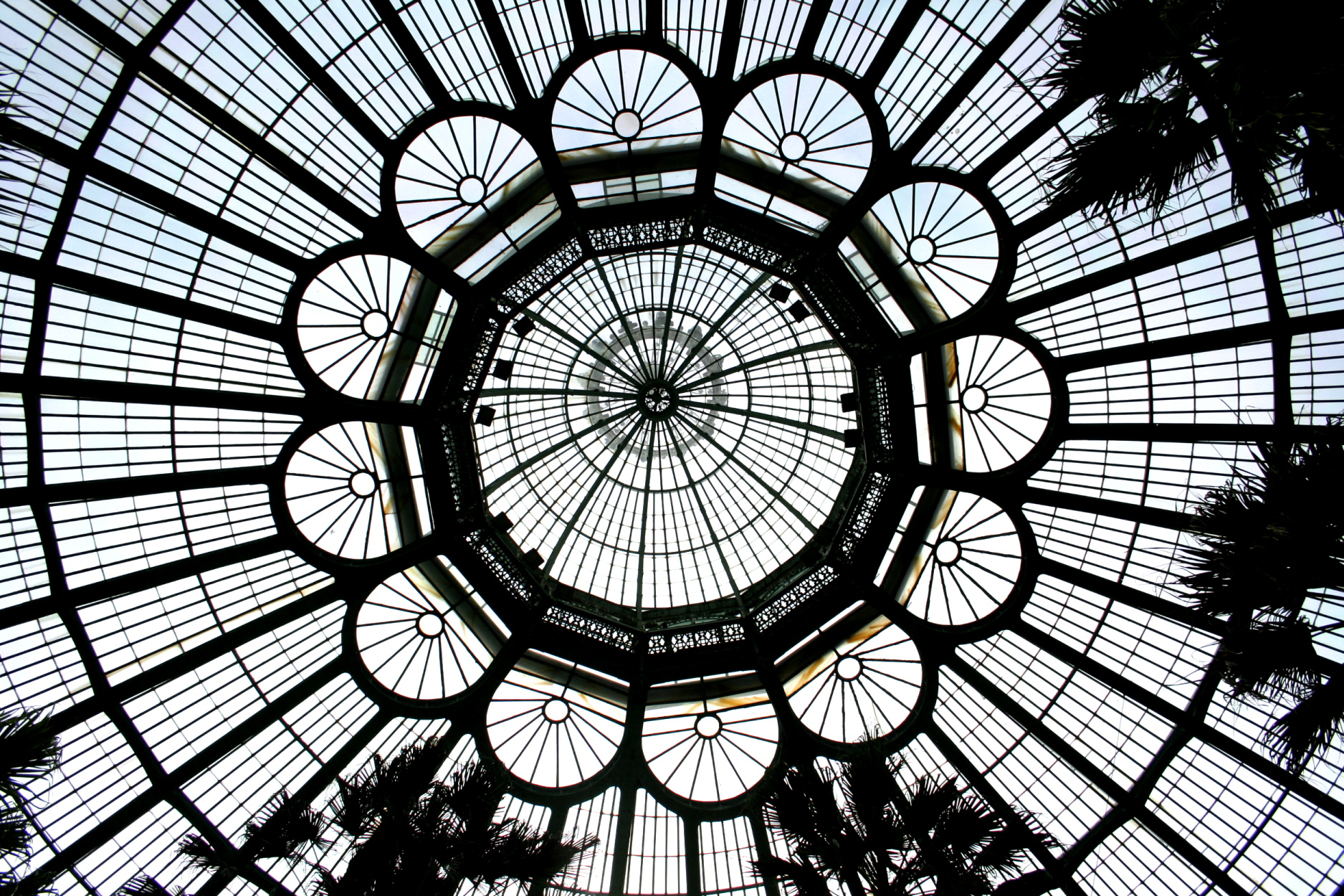
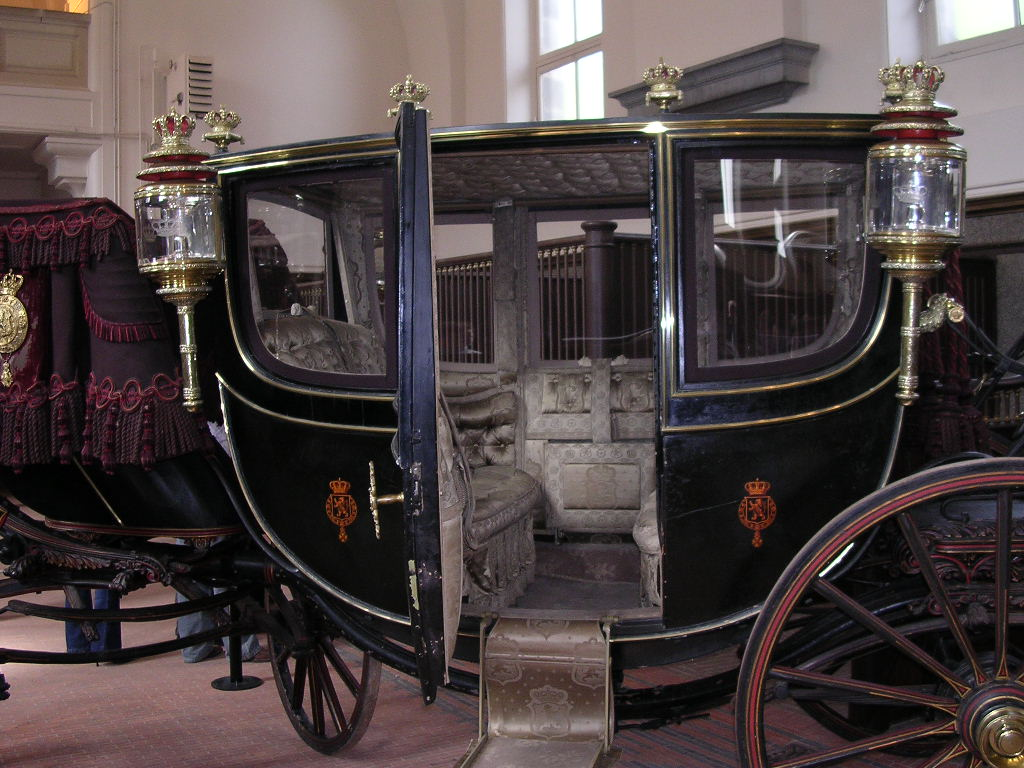
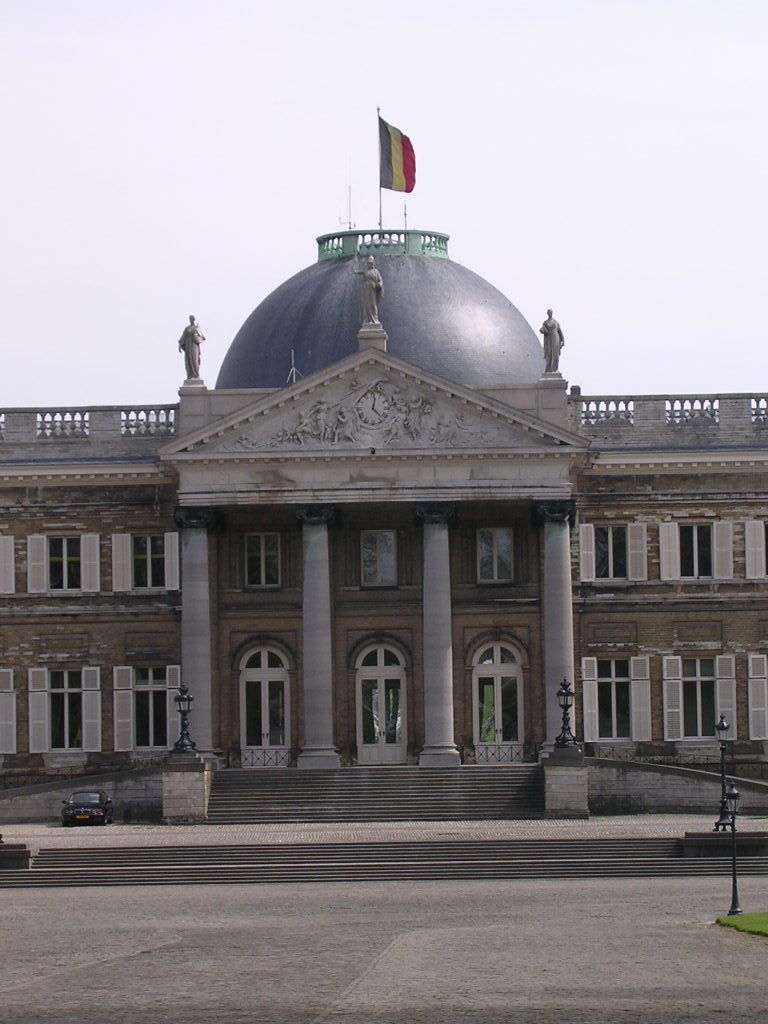
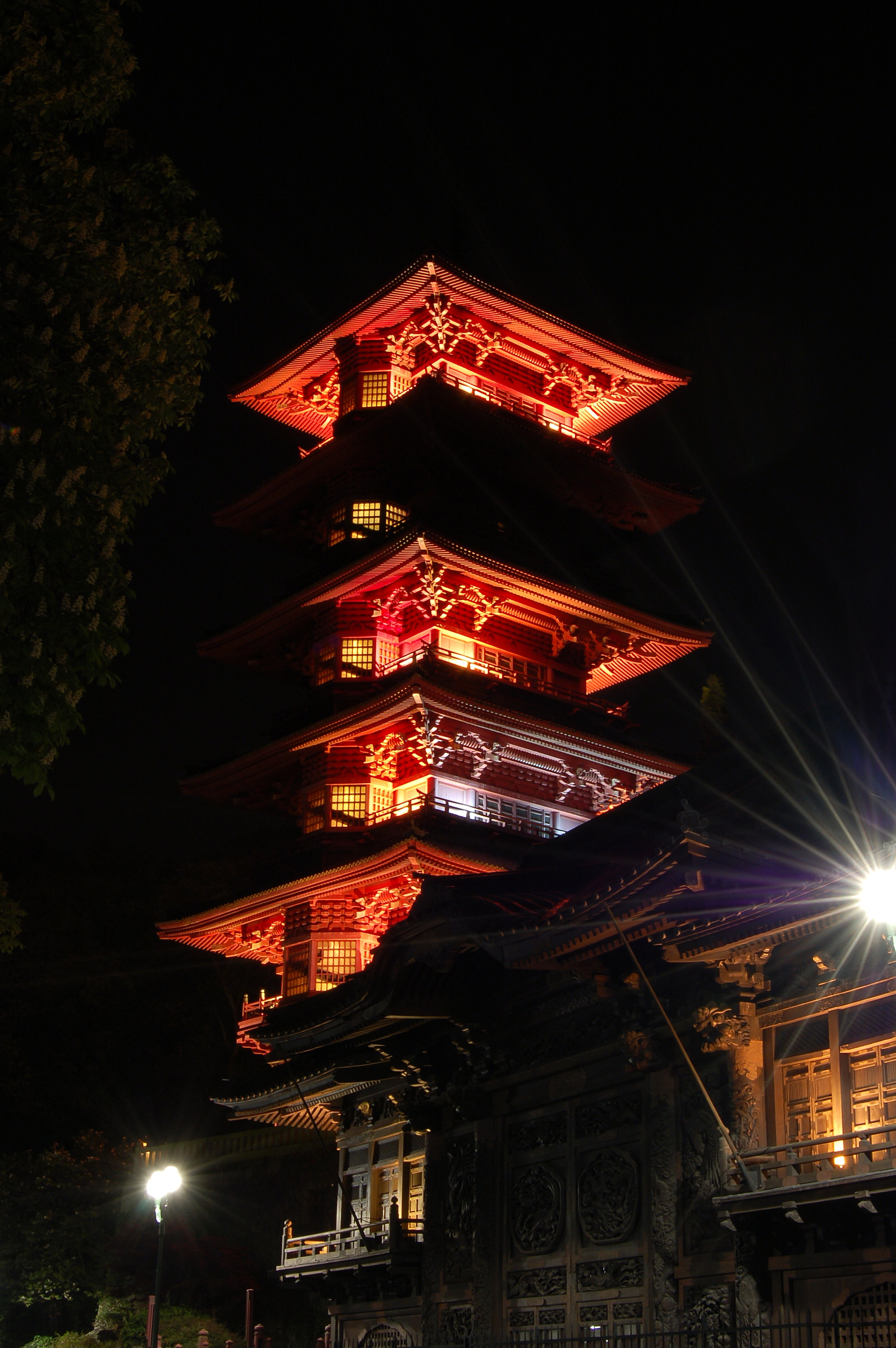